# Suite bergamasque
La Suite bergamasque (Suite bergamasca) es una suite para piano en cuatro movimientos del compositor francés Claude Debussy. Aunque fue escrita en 1890, la obra no se publicó hasta 1905, y eso pese a que su autor intentó que no viese la luz, pues creía que esta obra de juventud estaba muy por debajo del nivel de sus composiciones más modernas.
La Suite toma su nombre de las máscaras de la Commedia dell'Arte di Bérgamo (Comedia del arte de Bérgamo) y está inspirada en las Fêtes galantes (Fiestas galantes) de Paul Verlaine.

## Estructura
Está dividida en cuatro piezas: 
1. Preludio
2. Minueto
3. Claro de luna
4. Pasapié

### Piezas
Prélude: (en español: preludio) es la primera pieza en la suite. Debussy la escribió en fa mayor, con la indicación de rubato. Se caracteriza por los contrastes muy dinámicos con un comienzo y un final bastantes vigorosos. Es una pieza festiva, muy del estilo barroco habitual en los preludios de la época. Ciertos giros melódicos evocan de manera sutil en Claro de luna de Gabriel Fauré. Su estructura armónica recae mayoritariamente en las dominantes secundarias. 
Menuet: (en español: minueto) la segunda pieza de la suite. Su tema principal contrasta alternativamente el misterio con el dramatismo, en su sección central. Esta pieza resulta particularmente original, diferente al estilo de la mayoría de los minuetos. En vez de ser fresca y delicada, resulta más cómica. De nuevo, Debussy ofrece una pieza muy novedosa bajo la apariencia estilística de una vieja canción. Armónicamente, su tema principal consta de cuatro vueltas en el modo dórico. 
Clair de lune: (en español: Claro de luna) tercer y más famoso de los movimientos de esta suite. Toma el nombre de un poema de Paul Verlaine. Está compuesto en re bemol mayor (aunque su clímax armónico se sitúa en do sostenido menor, su tonalidad enarmónica) con un tempo andante trés expressif (en español: andante muy expresivo). La dinámica predominante en casi toda la obra es el pianísimo, pero en su clímax armónico se pasa al forte. Su estructura formal distingue cuatro secciones: Introducción, desarrollo, clímax armónico y reexposición.
Passepied: (en español: paspié) el último movimiento, está escrito en fa sostenido menor, con tempo allegretto ma non troppo (en español: allegretto pero no mucho). El paspié es un tipo de danza de origen francés, siendo este alegre, tocado con arpegios picados en la mano izquierda. Su carácter puede recordar a la música de la Edad Media, con tintes barrocos debido a su tempo.